# 트리거 (넷플릭스 드라마)
《트리거》(영어: Trigger)는 넷플릭스에서 2025년 7월 25일에 공개된 대한민국의 액션, 재난, 스릴러 드라마다.

## 기획의도
대한민국에서 출처를 알 수 없는 불법 총기가 배달되고 총기 사건이 끊임없이 발생하는 가운데 각자의 이유로 총을 든 두 남자의 이야기를 그린 총기 액션 재난 스릴러

## 제작진

### 극본
- 권오승

### 연출
- 권오승, 김재훈

## 등장 인물

### 주요 인물
- 김남길 : 이도 역 (아역: 구현)
- 김영광 : 문백 역 (아역: 문하담, 성준, 문성현)

### 경찰

#### 도명파출소
- 김원해 : 조현식 역
- 장동주 : 장정우 역
- 신문성 : 황석빈 역

#### 본서 사람들
- 차래형 : 서형주 역
- 정웅인 ; 윤원철 역 (2회)
- 조한철 : 주 반장 역 (2회)
- 전수지 : 상황실장 역
- 박정학 : 권덕수 역
- 전윤하 : 마지연 역

### 구정만 일당
- 박훈 : 구정만 역
- 김대곤 : 조우태 역
- 안세호 : 김덕현 역

### 글로리파
- 양승리 : 공석호 역
- 박광재 : 용구 역

### IRU
- 강신철 : 올백머리 역
- foster burden : 제이크 역

### 총을 받은 사람들
- 우지현 : 유정태 역
- 이석 : 전원성 역
- 길해연 : 오경숙 역
- 강채영 : 박소현 역

### 정일고등학교 관련 인물
- 박윤호 : 박규진 역
- 손보승 : 서영동 역
- 홍민기 : 강성준 역
- 최정인 : 규진 엄마 역
- 전광진 : 학생주임 역

### 그 외 인물
- 김중희 : 왕대현 역
- 이지훈 : 수리남 역
- 민성욱&고상호 : 국정원 팀장 및 후배 역
- 공현지 : 조세영 역
- 선우선 : 이주연 역
- 도은비 : 고지영 역(정수기 수리원)
- 석보배 : 임산부 역
- 이승헌 : 방씨 역
- 한지안 : 광장소년 역

## 참고 사항
- 7월 21일, 넷플릭스 측이 당초 22일에 진행할 예정이었던 서프라이즈 톡담회와 Talk&Shot 팬 이벤트 생중계 라이브를 돌연 취소했다. 해당 이벤트는 김남길, 김영광이 참석하며 치지직을 통해 독점 생중계할 예정이었으나, 넷플릭스 측은 21일 "서프라이즈 톡담회가 취소됐다"고 밝히면서 "다만 Talk&Shot 팬 이벤트는 생중계 라이브만 취소할 뿐, 오프라인으로 진행되는 팬들과의 현장 이벤트는 진행할 예정"이라고 덧붙였다. 하루 전 일정 취소에 대한 구체적인 사유를 밝히진 않았으나, 7월 20일에 발생한 인천 송도 사제 총기 살인 사건의 여파 때문인 것으로 보인다.[1]
- 김원해와 김남길은 2024년에 방송된 SBS 금토드라마 열혈사제 시즌 2 이후로 7개월만에 재회하는 작품이다.
- 권일용 교수가 드라마에 담긴 의미에 대해 인터뷰를 진행했다.[2]